# SKF-82958
SKF-82958 je sintetičko jedinjenje iz benzazepinske klase koje deluje kao pun agonist D1/D5 receptora. SKF-82,958 i slični selektivni puni D1 agonisti kao što su SKF-81297 i 6-Br-APB proizvode karakteristične anorektičke efekte, hiperaktivnost i samoadministraciju kod životinja, sa sličnim mada ne identičnim profilom sa dopaminergičkim stimulansima poput amfetamina.